# Inonotus mikadoi
Inonotus mikadoi är en svampart som först beskrevs av Lloyd, och fick sitt nu gällande namn av Gilb. & Ryvarden 2000. Inonotus mikadoi ingår i släktet Inonotus och familjen Hymenochaetaceae.   Inga underarter finns listade i Catalogue of Life.